# Hookerton
Hookerton é uma cidade  localizada no estado norte-americano de Carolina do Norte, no Condado de Greene.

## Demografia
Segundo o censo norte-americano de 2000, a sua população era de 467 habitantes.
Em 2006, foi estimada uma população de 490, um aumento de 23 (4.9%).

## Geografia
De acordo com o United States Census Bureau tem uma área de
0,8 km², dos quais 0,8 km² cobertos por terra e 0,0 km² cobertos por água. Hookerton localiza-se a aproximadamente 24 m acima do nível do mar.

## Localidades na vizinhança
O diagrama seguinte representa as localidades num raio de 20 km ao redor de Hookerton.